# Бодсвил (Њу Хемпшир)
Бодсвил (енгл. Woodsville) насељено је место без административног статуса у америчкој савезној држави Њу Хемпшир.

## Демографија
По попису из 2010. године број становника је 1.126, што је 45 (4,2%) становника више него 2000. године.
| Група             | 2000.         | 2010.         |
| Белци             | 1.056 (97,7%) | 1.077 (95,6%) |
| Афроамериканци    | 9 (0,8%)      | 2 (0,2%)      |
| Азијати           | 1 (0,1%)      | 17 (1,5%)     |
| Хиспаноамериканци | 5 (0,5%)      | 13 (1,2%)     |
| Укупно            | 1.081         | 1.126         |